# Ceraticelus innominabilis
Ceraticelus innominabilis är en spindelart som beskrevs av Crosby 1905. Ceraticelus innominabilis ingår i släktet Ceraticelus och familjen täckvävarspindlar.
Artens utbredningsområde är Alaska. Inga underarter finns listade i Catalogue of Life.